# Revive 〜蘇生〜
『REVIVE... 〜蘇生〜』（リバイヴ そせい）は、1999年10月28日にデータイーストより発売されたドリームキャスト用アドベンチャーゲーム。
『慟哭 そして…』の続編。後にWindowsにも移植されている。
基本的なシステムは前作と同様であるが、前作よりも難易度が相当高くグロテスクなシーンも存在する。

## 概要
ゲームの舞台は、主人公と6人の少女たち、そして複数の人物が閉じ込められた「研究所」。この研究所に仕掛けられた様々なトラップ（罠）を解除し、隠された真相を暴いて脱出することを目的としたトラップアドベンチャー。本作は自由度が高い特徴があり、アイテムの使える場所としての制限はほとんどなく、トラップ解除のために試みた際、反応の違いがあり進展の出るアイテムも決められた一つではない。
使用アイテムや解除方法により物語が分岐する新システム「TDS」（トラップディバージェントストーリー）を採用しており、プレイごとに異なるストーリー展開を楽しめる。
画面内のさまざまな場所は、カーソルを合わせてクリックすることで詳しく調べることが可能。重要なポイントをクリックした場合は、画面が拡大されて更に細かな調査ができるようになる。見つけたトラップをアイテムなどを使って解除しながら進んでいく。
豪華声優陣の起用を謳い文句にしている。また、各キャラクターに「感情度」を導入することで、現実的な会話シーンを演出している。エンディングは20種類以上用意されている。
キャラクターデザインと原画はうめつゆきのりが担当した。
開発当初は『慟哭2 惨劇の回廊』というタイトルがつけられていた。

## ストーリー
主人公は、海に面した小さな港町で妹とふたりで暮らしていた。妹の小川希春と主人公の間に血縁関係はない。彼女は5歳のときに母親を事故で亡くし、主人公の家に引き取られて来た。主人公を兄のように慕う希春にとっては、平穏な日常こそが安らぎを与えてくれるはずだったが、一通の手紙によって潰え去る。手紙の内容は「死んだはずの生母が、存命である」というものだった。彼女は単身、家を後にする。手掛かりを求めて向かった先は、巷で奇妙なウワサが流れている海洋開発研究所。幼馴染の水谷菜緒からそのことを知った主人公は、小川希春を連れ戻すべく海洋開発研究所に向かった。

## 登場人物
秋月 実（あきつき みのる）
本作の主人公でありプレイヤー。姓名変更可。星ヶ丘高校の3年生。
小川 希春（おがわ きはる）
声：雪乃五月
誕生日：7月6日。血液型：A型。星座：かに座。3サイズ：80・56・80
主人公の義理の妹。主人公や菜緒と学年が一緒だが別クラス。幼い頃に母親を亡くしている。菜緒とは親友。
水谷 菜緒（みずたに なお）
声：飯塚雅弓
誕生日：5月18日。血液型：O型。星座：おうし座。3サイズ：83・60・85
主人公や菜緒の同学年の幼馴染。バスケ部のキャプテンを務めている。男勝りで勝気な少女。クラスメイトの主人公へひそかに想いを寄せている。
穂高 由月（ほだか ゆつき）
声：丹下桜
誕生日：11月21日。血液型：B型。星座：さそり座。3サイズ：77・55・79
主人公達の1つ下の後輩。泣き虫で人見知りが激しい高校2年生。水泳部に所属し、自由形では全国レベルの実力を持つ。運動だけでなく、成績も優秀である。
笠原 美澄（かさはら みすみ）
声：永島由子
誕生日：11月3日。血液型：O型。星座：さそり座。3サイズ：86・57・85
海洋開発研究所で受付業務を担当するOL。笑顔を絶やさないお姉さんだが、そそっかしい性格。京都出身。由月とはいとこにあたる。
高野 玲子（たかの れいこ）
声：根谷美智子
誕生日：9月3日。血液型：AB型。星座：おとめ座。3サイズ：91・56・85
海洋開発研究所の非公式な新人研究員。気丈な性格で、自分のプライベートに干渉されるのを極端に嫌っている。グラマラスな体型でそれを強調するような服装をしている。
北条 千尋（ほうじょう ちひろ）
声：南央美
誕生日：12月25日。血液型：？型。星座：やぎ座。3サイズ：75・53・76
北条義兼の孫娘。無口で無愛想、他人に心を開こうとしない中学3年生の少女。学校には通っていないらしい。
藤沢 あおい（ふじさわ あおい）
声：小西寛子
誕生日：2月2日。血液型：？型。星座：みずがめ座。
研究所内の「素体保管室」でカプセルに保管された状態で発見された謎の女性。重い病を患っている。
北条 義兼（ほうじょう よしかね）
声：阪脩
千尋の祖父。元研究所所長。温厚な紳士のような外見。
水谷 陵三（みずたに りょうぞう）
声：沢木郁也
海洋開発研究所の所長。菜緒の父親。
神田 巧（かんだ たくみ）
声：森川智之
海洋開発研究所の所員。鋭い眼光と長い髪が特徴的。